# Enoch (Utah)
Enoch – miasto w Stanach Zjednoczonych, w stanie Utah, w hrabstwie Iron.